# Росмерта
Росмерта — богиня плодородия и изобилия в галло-римской мифологии. Её атрибут — рог изобилия. Росмерта засвидетельствована статуями и надписями. В Галлии её часто изображали с римским богом Меркурием в качестве супруга, но иногда находят отдельно.

## Иконография
Рельеф из Отёна (древний Августодунум, городская община кельтского племени эдуев) изображает Росмерту и Меркурия, сидящих вместе как божественная пара. Она держит рог изобилия, Меркурий по левую руку от неё держит патеру.

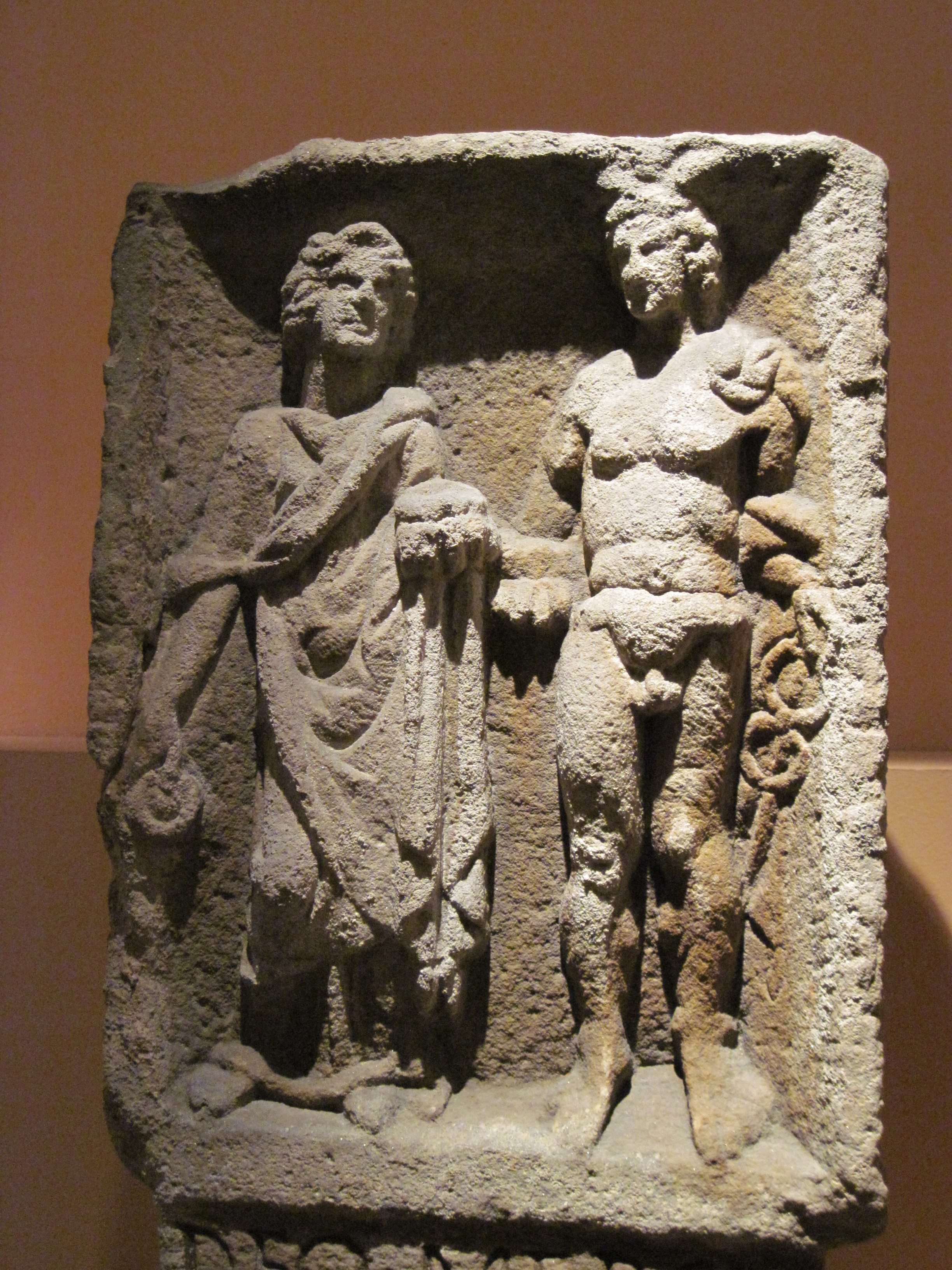
Рельеф Меркурия и Росмерты из Айзенберга (Рейнланд-Пфальц)

Барельеф из Айзенберга изображает пару в той же позиции, причём Росмерту надёжно обозначает надпись. Она держит мешок в правой руке и патеру в левой.
В паре статуй из Парижа, изображающих пару, у Розмерты есть рог изобилия и корзина фруктов.
Росмерта изображена на бронзовой статуе из Фин-д’Аннэнси (Верхняя Савойя), где она сидит на скале, держа мешок, и, что необычно, также несёт крылья Меркурия на голове. Каменный барельеф из Эсколив-Сент-Камиль изображает её держащей патеру и рог изобилия.

## Надписи

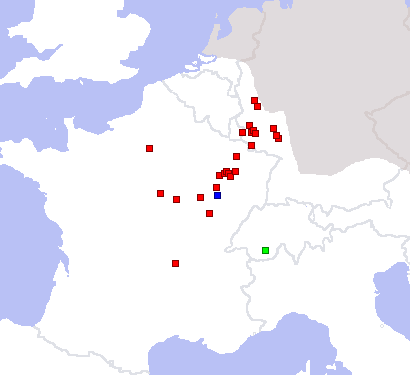
Карта с указанием расположения надписей, посвящённых Росмерте (красным), а также Кантисмерте (зелёный) и Атесмерте (синий)

Двадцать семь надписей Росмерте перечислены Юфером и Лугинбюлем и распространены во Франции, Германии и Люксембурге, что соответствует главным образом римским провинциям Галлия Белгика и Верхняя Германия. Известны ещё две надписи, одна из которых относится к римской Дакии.
Надпись из Меца — это посвящение (votum) Меркурию и Росмерте совместно. Другое, из Айзенберга, было сделано декурионом во исполнение обета паре совместно: Deo Mercu(rio) / et Rosmer(tae) / M(arcus) Adiuto/rius Mem/{m}or d(ecurio) c(ivitatis) St() / [po]s(uit) l(ibens) m(erito) «Марк Аудиторий Мемор, декурион цивитаса Ст[…] добровольно сдал на хранение [этот обет], как оно того заслуживает»). Название цивитас, кельтского сообщества, неясно. Последняя фраза представляет собой вариант стандартного votum solvit libens merito, в котором лицо, совершающее посвящение, заявляет, что оно «добровольно исполнило обет, как и до́лжно», часто сокращенно обозначается как V.S.L.M.
В двух надписях из провинции Галлия Белгика Росмерте даётся эпитет sacra, «священная». Более длинная надпись из Вассербиллига (Галлия Белгика) связывает божественную пару с посвящением святыни (aedes), с «гостеприимными» обрядами, которые нужно совершать.

## Этимология
Имя Rosmerta — галльское и морфологически разделяется как ro-smert-a. Smert означает «кормилец» или «опекун», а также встречается в других галльских именах, таких как Ad-smerio, Smertu-litani, Smerius (Σμερο), Smertae, Smertus и другие. Ro — это модификатор, означающий «очень», «великий» или «самый», как он встречается в Ro-bili («самый хороший») или Ro-cabalus («великий конь»). Окончание -a — это типичное женское единственное число именительного падежа. Смысл, таким образом, — «Великая Кормилица».